# Tres Arroyos
Tres Arroyos est une ville de la province de Buenos Aires en Argentine. Elle est la capitale du partido de Tres Arroyos.
La ville possède d'importantes communautés hollandaises, danoises et françaises.